# ラリッサ・ヴルハンク
ラリッサ・ヴルハンク（Larisa Vrhunc、1967年3月2日 - ）は、スロベニアの作曲家および音楽教育者。

## 略歴
1967年3月2日、スロベニアの首都リュブリャナで生まれる。リュブリャナの音楽アカデミーで音楽教育学を学び、1990年に修了。1991年プレシェレン学生賞を受賞。1993年にマリジャン・ガブリエルチッチのクラスで作曲を学ぶ。
その後はザルツブルク・モーツァルテウム音楽院を経て、ジュネーブ音楽院でジャン・バリサに師事し、またプライベートでエリック・ガウディバートについて作曲を学ぶ。更にリヨン国立高等音楽院でジルベール・アミに師事した。
彼女の作品は多くの現代音楽コンクールに入賞している。ロワイヨモン財団の作曲セッションでは、1995年にブライアン・ファーニホウとミカエル・ジャレルの指揮で、1996年にはクラウス・フーバーの指揮で作品が演奏された。彼女はスロベニアでいくつかの賞を受賞したほか、Concours des Cathédrales d'Amiensでロワイヨモン財団賞を受賞している。
現在リュブリャナ大学芸術学部音楽学科の助教授。

## 作品
- ホログラム―オーケストラのための (Hologram for orchestra) 2001[2]